# Jean de Barton II
Pour les articles homonymes, voir Jean de Barton et Jean de Barton I.
Jean de Barton II, mort à Isle le 13 septembre 1510, est un ecclésiastique évêque de Limoges de 1484 à 1510.

## Biographie
Jean de Barton II (ou de Barthon ) est le fils de Pierre de Barton, chancelier de la Marche et de Pierrette Fabri issue d'une famille originaire de Pise.
Il est grand-chantre du Dorat, prêvot de Saint-Junien et doyen du chapitre de chanoines de Limoges lorsqu'il est désigné comme successeur par son oncle le 4 février 1483.
Il devient évêque avec le consentement du chapitre, est confirmé et prend possession par procuration le 28 avril 1486. Il fait poursuivre l'édification de la nef de la cathédrale de Limoges et meurt au château de Gigondas à Isle le 13 septembre 1510.